# Близорукость
Близору́кость  (также — миопи́я, от др.-греч. μύω — «щурюсь» и ὄψις — «взгляд, зрение») — дефект зрения, при котором человек вблизи видит хорошо, а вдали — плохо. Этот дефект заключается в том, что из-за аномалии преломления (рефракции) изображение фокусируется не на сетчатке глаза, а перед ней. Близорукость является разновидностью аметропии. Для решения этой проблемы можно пользоваться очками или контактными линзами с отрицательными значениями оптической силы.

## Признаки и симптомы
Близорукий человек может ясно видеть до определённого расстояния, но объекты, расположенные за пределами этого расстояния, кажутся ему размытыми. Если степень близорукости достаточно велика, то это может повлиять даже на стандартные расстояния при чтении. Глаз близорукого человека при обычном осмотре в большинстве случаев выглядит структурно идентичным глазу человека с нормальным зрением.
Близорукость часто проявляется у школьников с постепенным ухудшением в возрасте от 8 до 15 лет.

## Причины
Пока достоверно не выявлены причины развития и прогрессирования близорукости и не разработаны методы её предотвращения. Отмечающийся внезапный рост близорукости в конце XX — начале XXI века может быть связан с изменениями в образе жизни человека. Было выдвинуто множество теорий для объяснения факта ухудшения зрения у школьников. Высказано разделяемое многими исследователями предположение о том, что по сравнению с любым другим периодом истории человечества современный человек значительно большую часть времени находится в помещении, рассматривая предметы, расположенные на близком расстоянии. Это связано с необходимостью нахождения за экраном компьютера или с постоянным использованием электронных гаджетов (на работе, в школе, либо просто ради удовольствия). Несмотря на эти очевидные причины, рост близорукости в различных популяциях произошёл задолго до того, как компьютеры и смартфоны стали повседневным явлением.
В 1965 году профессор Э. С. Аветисов предложил трёхкомпонентную теорию патогенеза миопии, в которой учитывается зрительная работа на близком расстоянии, наследственная предрасположенность и ослабленная склера. Наследственная предрасположенность подтверждается, например, тем, что глаза однояйцевых близнецов обнаруживали сходство в отношении близорукости, несмотря на то что дети росли в разных условиях.
Исследования на рубеже XX—XXI веков возродили популярную в 1890-х годах теорию, связанную с дефицитом витамина D (от недостаточной инсоляции), в которой утверждалось, что дети, проводящие больше времени вне помещения, имеют более низкие риски развития близорукости. Доказательств, что дневной свет в школьных помещениях предотвращает развитие близорукости недостаточно, но такая связь прослеживается. Витамин D стимулирует в сетчатке выработку дофамина, который препятствует осевому росту глаза, — это косвенно подтверждается тем фактом, что близорукость, как и рахит, имеет тенденцию прогрессировать в зимний период.
К сопутствующим факторам появления близорукости, помимо ранних и интенсивных зрительных нагрузок на близком расстоянии и длительного использования компьютеров и гаджетов, относятся недостаточное физическое развитие, эндокринные изменения в организме в период полового созревания, недостаток кальция, цинка и селена, гиповитаминоз, снижение иммунитета, неблагоприятная экологическая обстановка и неправильное питание, усиление катаболических процессов соединительной ткани.

## Механизм
Так как при близорукости нарушено преломление, то её физическая причина сравнима с любой расфокусированной оптической системой.
Наиболее распространённая причина — увеличенное в длину глазное яблоко, вследствие чего сетчатка располагается за фокальной плоскостью. Более редкий вариант — когда преломляющая система глаза (роговица и хрусталик) фокусирует лучи сильнее, чем нужно и, как следствие, они также сходятся не на сетчатке, а перед ней. В любом из вариантов при рассматривании удалённых предметов на сетчатке возникает нечёткое, размытое изображение. Вместе с тем расходящиеся лучи от близко расположенных предметов фокусируются на сетчатке:279—294.
Также близорукость может быть вызвана спазмом цилиарной мышцы (в молодом возрасте), смещением хрусталика при травме (подвывихом). Глазам с нормальным зрением (шаровидная форма глаза) при рассмотрении ближних предметов необходимо напряжение цилиарной мышцы, которая заставляет хрусталик, обладающий эластическими свойствами, приобретать более выпуклую форму, в результате чего увеличивается преломляющая сила всей оптической системы глаза (напряжение аккомодации). Для глаз с близорукостью в 3—4 диоптрии и выше на расстоянии 33—25 см перед глазами (на обычном, среднем, наиболее удобном рабочем расстоянии) нет необходимости усиливать свою рефракцию путём включения аккомодации — они находятся в расслабленном состоянии:279—294.
С возрастом аккомодация глаз постепенно изменяется в связи с тем, что хрусталик утрачивает свою эластичность и способность менять форму (пресбиопия). Однако при близорукости в 3—4 диоптрии и выше человек будет так же, как и в молодости, чётко видеть вблизи, потому что нет необходимости в напряжении аккомодации:252.

## Распространение
Наблюдается неуклонный рост количества людей с таким дефектом зрения по всему миру. По данным ряда авторов, процент распространённости близорукости в некоторых регионах Азии (Сингапур, Китай, Япония и Корея) колеблется в районе 80—90 %, а в Сеуле достигает 96,5 %. По данным института Brien Holden Vision Institute, к 2050 году примерно 4758 миллионов человек (около половины населения Земли) будут иметь миопическую рефракцию, при этом у 938 миллионов человек будет миопия высокой степени.

## Виды близорукости
В офтальмологии принято разделять близорукость на следующие виды:
- врождённая (myopia congenita) — редко встречающаяся форма близорукости, констатируемая с первых дней жизни и обусловленная аномалиями развития глазного яблока;
- приобретённая — близорукость, возникшая через значительное время после рождения;
- высокая (myopia alta), степень которой превышает 6,0 диоптрии;
- ложная (спазматическая, псевдомиопия, myopia falsa), возникающая при увеличении тонуса ресничной мышцы (спазма аккомодации) и исчезающая с его нормализацией;
- транзиторная (myopia transitoria) — разновидность ложной близорукости, возникающая при развитии различных заболеваний организма (например, сахарный диабет) и/или в результате воздействия лекарственных средств (например, сульфаниламидные препараты);
- ночная (сумеречная, myopia nocturna), возникающая при недостатке света и исчезающая при увеличении освещённости;
- роговичная, вызванная изменением формы роговицы из-за её патологии (например после травм, воспалений роговицы);
- хрусталиковая, вызванная изменением формы хрусталика (обычно при катаракте);
- осевая (myopia axialis), проявляющаяся при большой длине оптической оси глаза;
- осложнённая (myopia complicata), сопровождающаяся анатомическими изменениями глаза, приводящими к потере зрения;
- прогрессирующая (myopia progressiva), характеризуемая постепенным увеличением её степени из-за растяжения заднего отдела глаза.

## Степени близорукости
По тяжести заболевания в близорукости выделяют три степени:
- слабая: до −3 диоптрий;
- средняя: от −3,25 до −6 диоптрий;
- высокая: свыше −6 диоптрий.

Высокая миопия может достигать весьма значительных величин: −15, −20, −30 диоптрий.
При слабой и средней степени близорукости, как правило, осуществляется полная или почти полная оптическая коррекция для дальних расстояний и применяются более слабые (на 1—2 диоптрии) линзы для работы на близком расстоянии.
Близорукость может быть врождённой, а может появиться со временем, иногда начинает усиливаться — прогрессировать. При высокой степени близорукости — постоянная коррекция, величина которой для дальних и близких расстояний определяется по переносимости. Если очки недостаточно повышают остроту зрения, рекомендуется контактная коррекция.

## Способы коррекции
Улучшить чёткость окружающих объектов возможно с помощью очков или контактных линз (только на время ношения), ортокератологических линз (на несколько часов после снятия) или рефракционной хирургии.
Национальный институт здоровья США утверждает, что не существует способов предотвратить близорукость, а использование очков и контактных линз не оказывает влияния на прогрессирование данного дефекта зрения.
Существуют несколько способов коррекции близорукости, а именно: очки, контактные линзы, лазерная коррекция зрения, рефракционная замена хрусталика (ленсэктомия с имплантацией интраокулярной линзы), имплантация факичных линз (когда искусственная линза имплантируется между роговицей и собственным хрусталиком), радиальная кератотомия, лечебные тренажёры. В зависимости от степени близорукости человек может испытывать постоянную потребность в очках или временную (только при необходимости разглядеть предмет на расстоянии), например, при просмотре телепрограмм и кинофильмов, во время управления автомобилем или при работе за компьютером.
При близорукости сила очковых стёкол и контактных линз обозначается отрицательным числом. Рефракционная хирургия способна уменьшить или полностью устранить необходимость пользоваться очками или контактными линзами. Наиболее часто такие операции делаются с помощью специальных лазеров.
Фоторефрактивная кератэктомия (ФРК)
В последние годы особенно большой интерес в коррекции близорукости вызывает новая технология фоторефракционной кератоэктомии (ФРК) с использованием эксимерных лазеров с длиной волны 193 нм.
Со времени первого сообщения в 1983 году об использовании эксимерного лазера для коррекции близорукости его применение лавинообразно нарастало.
Хорошие результаты «классической ФРК» наиболее предсказуемы при близорукости до −6,0 диоптрии. При более высоких степенях близорукости чаще применяют методику ТрансФРК, иначе появляется вероятность регрессии близорукости, которую, впрочем, можно исправить повторным вмешательством.
Лазерный кератомилёз (LASIK)
Лазерный кератомилёз — комбинированная лазерно-хирургическая операция по коррекции близорукости, дальнозоркости или астигматизма. Операция является самой высокотехнологичной и наиболее комфортной для пациента, так как позволяет в короткие сроки вернуть максимально возможное зрение без очков и контактных линз. В ряде случаев (если позволяет толщина роговицы) возможна коррекция близорукости (вплоть до −15 диоптрий), дальнозоркости (вплоть до +10 диоптрий), а также многих случаев астигматизма.
Такая коррекция не лечит саму близорукость, а позволяет компенсировать её, изменив профиль верхнего слоя роговицы при помощи лазера. В верхнем слое роговицы делается надрез в виде лоскута и лазер, управляемый компьютером, изменяет оптическую поверхность роговицы под надрезанным участком в течение нескольких секунд, заставляя фокусироваться изображение точно на сетчатке, тем самым полностью возвращая нормальное зрение. Затем надрезанный лоскут возвращается на место, позволяя избежать повреждения верхнего слоя роговицы. Возможны некоторые побочные эффекты, один из них — деструкция стекловидного тела. Для сведения рисков к минимуму перед операцией необходимо проводить тщательное обследование.
Лечебные тренажёры
Не доказана эффективность лечения близорукости различными тренажёрами для стимуляции аккомодации глаза. Аппаратное лечение зрения практикуется только в некоторых странах СНГ. Данный метод не рассматривается профессиональными офтальмологами как действенный способ лечения или профилактики близорукости.

## Осложнения близорукости
Возможно прогрессирование близорукости и возникновение осложнений, таких как образование стафилом склеры (выпячивание), дистрофии и кровоизлияния на сетчатке и в стекловидном теле, в тяжёлых случаях их отслоение. Отсюда вытекает понятие миопической болезни, которую не следует путать с близорукостью. Миопическая болезнь — это осложнённая форма близорукости, характеризующаяся структурными изменениями глаза, тогда как сама близорукость — лишь оптический дефект.
Наличие близорукости увеличивает риск развития таких глазных осложнений, как глаукома, катаракта, отслоение сетчатки и различные дистрофии органов зрения, в связи с чем остаётся важным нахождение способов стабилизации прогрессирования близорукости и её профилактики.

## Военно-врачебная экспертиза
Близорукость предусмотрена статьёй 34 расписания болезней (утв. Постановлением Правительства РФ от 04.07.2013 № 565):
- категории годности к военной службе «В» (ограниченно годен) при близорукости любого глаза на одном из меридианов более 6,0 диоптрии;
- категории годности к военной службе «Д» (не годен) при близорукости более 12,0 диоптрии.

При медицинском освидетельствовании призывников, выполнивших лазерную коррекцию зрения, решение комиссии определяется результатами проверки зрения на момент призыва. При удовлетворительных результатах лечения либо при сохранении близорукости до 6,0 диоптрий молодому человеку выставляется Категории годности к военной службе «А» или «Б» — в зависимости от степени близорукости.